# Bronte Campbell
Pour les articles homonymes, voir Campbell.
Bronte Campbell, née le 14 mai 1994 à Blantyre (Malawi) est une nageuse australienne, spécialiste des épreuves de sprint en nage libre. Elle est sacrée championne du monde du 100 m nage libre en 2015 à Kazan.
Championne olympique aux Jeux olympiques de 2016, et actuellement détentrice du record du monde en relais 4 × 100 mètres nage libre.

## Carrière
Elle est la sœur cadette de Cate Campbell.
En 2011, lors des Championnats du monde juniors, elle remporte la médaille d'or au 50 m nage libre et celle de bronze au 100 m nage libre.
Durant les Championnats d'Australie 2012 à Adélaide, elle s'est classée deuxième du 50 m nage libre derrière sa sœur Cate, se qualifiant pour les Jeux olympiques de Londres 2012. Aux Jeux, elle atteint les demi-finales du 50 m nage libre mais est éliminée à ce stade avec le dixième temps.
À Barcelone, en 2013, Elle participe à ses premiers premiers Championnats du monde. Elle prend part à la finale du relais 4 × 100 m nage libre avec Alicia Coutts, sa sœur Cate et Emma McKeon et obtient la médaille d'argent, finissant à douze centièmes des Américaines. Elle termine aussi cinquième au 50 m nage libre.
Aux Jeux olympiques de Rio en 2016, elle bat le record du monde aux côtés de sa sœur sur le 4 × 100 mètres nage libre, et gagne la médaille d'or.

## Palmarès

### Jeux olympiques
- Jeux olympiques de 2016 à Rio de Janeiro :
  -  Médaille d'or du relais 4 × 100 m nage libre
- Jeux olympiques de 2020 à Tokyo :
  -  Médaille d'or du relais 4 × 100 m nage libre
  -  Médaille de bronze du relais 4 × 100 m quatre nages mixte (ne participe pas à la finale)
- Jeux olympiques d'été de 2024 à Paris :
  -  Médaille d'or du relais 4 × 100 m nage libre.

### Championnats du monde

#### Grand bassin
- Championnats du monde 2013 à Barcelone (Espagne) :
  -  Médaille d'argent du relais 4 × 100 m nage libre

- Championnats du monde 2015 à Kazan (Russie) :
  -  Médaille d'or du 50 m nage libre
  -  Médaille d'or du 100 m nage libre
  -  Médaille d'or du relais 4 × 100 m nage libre
  -  Médaille de bronze du relais 4 × 100 m quatre nages

- Championnats du monde 2017 à Budapest (Hongrie) :
  -  Médaille d'argent du relais 4 × 100 m nage libre
  -  Médaille d'argent du relais mixte 4 × 100 m quatre nages
  -  Médaille de bronze du relais 4 × 100 m quatre nages

- Championnats du monde 2019 à Gwangju (Corée du Sud) :
  -  Médaille d'or du relais 4 × 100 m nage libre
  -  Médaille d'or du relais 4 × 100 m quatre nages mixte (participe uniquement aux séries)
  -  Médaille d'argent du relais mixte 4 × 100 m nage libre

#### Petit bassin
- Championnats du monde 2014 à Doha  (Qatar) :
  -  Médaille d'argent du 50 m nage libre
  -  Médaille d'argent du relais 4 × 100 m quatre nages

### Jeux du Commonwealth
- Jeux du Commonwealth de 2014 à Glasgow (Écosse)
  -  Médaille d'or du relais 4 × 100 m nage libre
  -  Médaille d'or du relais 4 × 100 m quatre nages
  -  Médaille d'argent du 100 m nage libre
  -  Médaille de bronze du 50 m nage libre

### Championnats pan-pacifiques
- Championnats pan-pacifiques 2014 à Gold Coast (Australie) :
  -  Médaille d'or du relais 4 × 100 m nage libre
  -  Médaille d'or du 50 m nage libre
  -  Médaille d'or du  100 m nage libre